# Миландр
«ПКК Миландр» — российская компания (АО), разработчик и производитель интегральных микросхем.
Расположена в городе Зеленограде. Компания создана в декабре 1993 года. Основная специализация — реализация проектов в области разработки и производства изделий микроэлектроники (микроконтроллеры, микропроцессоры, микросхемы памяти, интерфейсные микросхемы, микросхемы преобразователей напряжения, радиочастотные микросхемы), электронных модулей и приборов промышленного и коммерческого назначения.

## Основные виды деятельности компании
- разработка и производство интегральных микросхем с проектными нормами до 40 нм;
- тестирование, измерение параметров и испытание микросхем, в том числе импортных;
- разработка и производство заказных многокристальных микросборок;
- разработка и производство электронной аппаратуры различного уровня сложности по требованиям заказчика;
- дистрибуция отечественных и импортных электронных компонентов гражданского и промышленного назначения.

## Инфраструктура компании
В организации работает около 500 сотрудников (данные на конец 2022 года), большинство — специалисты в области разработки и производства микросхем и радиоэлектронной аппаратуры.
В собственности компании находится свыше 8000 м² офисных и производственных площадей и современное оборудование проектирования интегральных микросхем и их производства и тестирования.
Производственные мощности компании составляют 500 тыс. микросхем в год.
Подразделения предприятия обеспечивают полный цикл производства микросхем и аппаратуры (за исключением изготовления собственно кремниевого кристалла, которое заказывается на стороне), включающий в себя проведение измерений, испытаний и контроль качества на всех стадиях производства продукции.
Система менеджмента качества предприятия соответствует требованиям ГОСТ ISO 9001-2011.

## Деятельность
В 2003 году на базе «ПКК Миландр» создан центр проектирования для контрактной разработки микросхем различного назначения.
В 2004 году создан Испытательный технический центр микроприборов (ООО «ИТЦ МП») для выполнения в интересах Центра проектирования необходимых измерений и испытаний ИМС.
В 2005 году создано собственное сборочно-измерительное производство, линия которого укомплектована современным оборудованием для производства микросхем на основе полупроводниковых пластин диаметром до 200 мм.
В 2008 году компания «Миландр» приобрела лицензию на процессорное ядро ARM Cortex-M3, на базе которого налажен выпуск микроконтроллера К1986ВЕ92QI, ориентированного на применение в специальной технике и системах с повышенной надёжностью.
В сентябре 2010 года дизайн-центр АО «ПКК Миландр» заключил лицензионное соглашение с компанией ARM о приобретении исходного кода на языке Verilog для микропроцессорного ядра ARM Cortex-M0, имеющего энергопотребление 85 мкВт/МГц. На базе этого ядра компанией разработан российский микроконтроллер, предназначенный для систем учёта электроэнергии и систем с автономным электропитанием.
В 2011 году в Воронеже открыт филиал, специализирующийся на разработке аналоговых блоков интегральных микросхем.
В 2012 году компанией была приобретена лицензия на микропроцессорное ядро ARM Cortex-M4F, для создания высокопроизводительных микроконтроллеров.
В 2013 году создан Центр проектирования радиоэлектронной аппаратуры (ЦП РЭА).
В 2014 году изготовлены первые образцы высокопроизводительного сигнального процессора, монтируемого по технологии «Флип-Чип» и четырёхпроцессорной микросборки на его основе.
В 2015 году выпущена и поставлена на отечественный рынок приборостроения миллионная микросхема производства компании «Миландр».
В 2016 году состоялось открытие базовой кафедры «Микропроцессорные технологии в интеллектуальных системах управления» компании «Миландр» совместно с компанией «Intel» в Московском физико-техническом институте.
В 2017 году компания «Миландр» вошла в перечень компаний «Национальных чемпионов», утвержденных Минэкономразвития России.
В 2018 году компании «Миландр» исполнилось 25 лет. «В течение последних десяти лет (2010—2020) „Миландром“ выполнено более 230 опытно-конструкторских работ в интересах аппаратурных промышленных предприятий. Разработано и доведено до серийного выпуска 210 типономиналов интегральных микросхем».
В 2019 году «Миландр» вновь стал участником авторитетного рейтинга российских быстрорастущих инновационных технологических компаний в России «ТехУспех».
В 2020 году разработан 32-разрядный микроконтроллер на базе процессорного RISC-V ядра BM-310S для приборов учёта электроэнергии.
В 2021 году осуществлена разработка ПЗУ с электрическим перепрограммированием Flash-типа 64М.

## Санкции
15 ноября 2022 года, из-за вторжения России на Украину, «Миландр» внесён в санкционный список США. Также под санкции попали Milur Electronics, филиала в Армении (как подставная компания для размещения заказов на зарубежных заводах), компании Milur SA в Швейцарии (созданная для координации финансовых переводов) и Sharp Edge Engineering Inc. (подставная компания для покупки компонентов у азиатских компаний). Кроме того, в санкционном списке генеральный директор «ПКК Миландр» и Milur Electronics Михаил Павлюк вместе с двумя сотрудниками Milur SA. По данным Минфина США, «ПКК Миландр» и ее филиалы, а также дочерние компании занимались поставкой в Россию электронных компонентов в обход ранее введённых санкций, так как сотрудники «ПКК Миландр» использовали учетные записи своих подставных компаний для закупки микроэлектронных компонентов.
18 декабря 2023 года компания попала в санкционный список стран Евросоюза как организация, осуществляющая деятельность в российском секторе информационных технологий с лицензией, выданной центром по лицензированию, сертификации и защите государственной тайны ФСБ.

## Продукция
Номенклатурная линейка компании Миландр составляет более 210 типономиналов изделий:
- Микроконтроллеры и микропроцессоры (8-, 16- и 32-разрядные)
- Микросхемы памяти (ОЗУ и ПЗУ)
- Интерфейсные микросхемы
- Радиочастотные микросхемы
- Микросхемы управления питанием
- Модули DC-DC преобразователей
- Радиоэлектронная аппаратура различного назначения